# カルロス・イグナシオ・ゴンサレス・マガジョン
カルロス・イグナシオ・ゴンサレス・マガジョン（スペイン語: Carlos Ignacio González Magallón、1945年8月5日 - ）は、メキシコの外交官、大使。メキシコシティ出身。

## 経歴
1965年に外務省へ入省して在セントルイス領事館でビザ担当を務めた後、1965年から1977年にかけて駐米大使館で奉職。1977年から1983年にかけて、国連代表部で経済担当兼顧問。
1983年から1986年にかけて本省勤務。
1986年から1990年にかけて、在コロンビア大使館事務局長。1990年から1991年にかけて、在ギリシャ大使館事務局長。1991年から1993年にかけて、在ニュージーランド大使館臨時代理大使。
1993年から1996年にかけて、在アルバカーキ領事。
1996年9月4日から1999年9月17日にかけて、在ユーゴスラビア大使。
1999年から2001年にかけて、在大阪総領事。2001年から2005年にかけて、在ノガレス総領事。2005年から2010年にかけて、在ヒューストン総領事。